# ツベタナ・ピロンコバ
ツベタナ・ピロンコバ（Tsvetana Pironkova, ブルガリア語: Цветана Кирилова Пиронкова, 1987年9月13日 - ）は、ブルガリア・プロヴディフ出身の女子プロテニス選手。2010年のウィンブルドン女子シングルスでベスト4に入った選手である。これまでにWTAツアーでシングルス1勝を挙げている。身長180cm、体重65kg。右利き、バックハンド・ストロークは両手打ち。自己最高ランキングはシングルス31位、ダブルス141位。

## 来歴
カヌー選手の父と水泳選手の母の間に生まれたピロンコバは、1歳のころからテニスを始め2002年15歳でプロに転向する。2006年の全豪オープンで4大大会に初出場、1回戦で第10シードのビーナス・ウィリアムズに 2-6, 6-0, 9-7 で勝利したものの、2回戦進出が最高の成績と目立った選手ではなかった。
2010年のウィンブルドンではピロンコバはノーシードから快進撃を続け、準々決勝で過去5回優勝している第2シードのビーナス・ウィリアムズに 6-3, 6-3 でストレート勝ちして、ベスト4に進出した。ブルガリア女子のベスト4進出は史上初の快挙であった。準決勝ではベラ・ズボナレワに 6-3, 3-6, 2-6 で逆転負けしている。
2011年のウィンブルドンでは3回戦で前年に敗れた第2シードのベラ・ズボナレワを 6-2, 6-3 、4回戦ではビーナス・ウィリアムズを 6-2, 6-3 で破り2年連続でベスト8に進出した。準々決勝では優勝したペトラ・クビトバに 3-6, 7-6(5), 2-6 で敗れ2年連続のベスト4進出は逃した。
2012年のロンドン五輪で2度目のオリンピックに出場した。シングルス1回戦でスロバキアのドミニカ・チブルコバに 7-6, 6-2 で勝利し2回戦でイタリアのフラビア・ペンネッタに 5-7, 1-6 で敗れた。全米オープンではノーシードから4回戦に進出しアナ・イバノビッチに 0-6, 4-6 で敗れた。
2014年1月のシドニー国際は予選から勝ち上がり初めてツアー決勝に進出した。決勝でアンゲリク・ケルバーを 6-4, 6-4 で破りツアー初優勝を果たした。
2016年全仏オープンでは4回戦で第2シードのアグニエシュカ・ラドワンスカを 2-6, 6-3, 6-3 で破る殊勲を挙げベスト8に進出した。準々決勝でサマンサ・ストーサーに 4-6, 6-7 (6) で敗れた。リオ五輪で3大会連続のオリンピックに出場した。シングルス1回戦でラウラ・シグムントに 6-1, 4-6, 2-6 で敗れた。
ピロンコバは2016年7月にブルガリアの元サッカー選手ミハイル・ミルチェフ（Mihail Mirchev）と結婚している。2017年ウィンブルドン選手権を最後に公式戦出場から遠ざかっている。2018年4月に第1子の長男を出産している。

## WTAツアー決勝進出結果

### シングルス: 1回 (1勝0敗)
| 大会グレード                  |
| ----------------------------- |
| グランドスラム (0–0)          |
| WTAファイナルズ (0–0)         |
| プレミア・マンダトリー (0–0)  |
| プレミア5 (0-0)               |
| WTAエリート・トロフィー (0-0) |
| プレミア (1–0)                |
| インターナショナル (0–0)      |

| 結果 | No. | 決勝日        | 大会     | サーフェス | 対戦相手             | スコア   |
| ---- | --- | ------------- | -------- | ---------- | -------------------- | -------- |
| 優勝 | 1.  | 2014年1月10日 | シドニー | ハード     | アンゲリク・ケルバー | 6-4, 6-4 |

## 4大大会シングルス成績
略語の説明
| W | F | SF | QF | #R | RR | Q# | LQ | A | Z# | PO | G | S | B | NMS | P | NH |

W=優勝, F=準優勝, SF=ベスト4, QF=ベスト8, #R=#回戦敗退, RR=ラウンドロビン敗退, Q#=予選#回戦敗退, LQ=予選敗退, A=大会不参加, Z#=デビスカップ/BJKカップ地域ゾーン, PO=デビスカップ/BJKカッププレーオフ, G=オリンピック金メダル, S=オリンピック銀メダル, B=オリンピック銅メダル, NMS=マスターズシリーズから降格, P=開催延期, NH=開催なし.
| 大会           | 2005 | 2006 | 2007 | 2008 | 2009 | 2010 | 2011 | 2012 | 2013 | 2014 | 2015 | 2016 | 2017 | 通算成績 |
| -------------- | ---- | ---- | ---- | ---- | ---- | ---- | ---- | ---- | ---- | ---- | ---- | ---- | ---- | -------- |
| 全豪オープン   | A    | 2R   | 1R   | 2R   | 2R   | 2R   | 2R   | 2R   | 1R   | 2R   | 2R   | 1R   | 1R   | 8–12     |
| 全仏オープン   | A    | 2R   | 1R   | 2R   | 1R   | 1R   | 2R   | 2R   | 1R   | 2R   | 3R   | QF   | 2R   | 12–12    |
| ウィンブルドン | LQ   | 2R   | 1R   | 1R   | 1R   | SF   | QF   | 2R   | 4R   | 1R   | 1R   | 1R   | 2R   | 15-12    |
| 全米オープン   | LQ   | 1R   | 2R   | 1R   | 1R   | 2R   | 2R   | 4R   | 1R   | 2R   | 1R   | 2R   | A    | 8-11     |